# Mi vagyunk Azahriah
A Mi vagyunk Azahriah 2024-ben bemutatott magyar film, amelynek a rendezője Mazzag Izabella (akinek ez a rendezői debütálása), producere Lévai Balázs, Ferich Balázs és Tóth Gergely, a zeneszerzője Baukó Attila (Azahriah),  A film a Színfolt Film forgalmazásában jelent meg.
Magyarországon 2024. november 28-án mutatták be a mozikban.

## Ismertető
Az alkotás maga egy hibrid film: félig dokumentumfilm, félig fikció.
A film dokumentum szála 2023 nyara és 2024 között követi az eseményeket. Végigkövethetjük Azahriah életét az első Budapest Parkos koncertjétől az európai turnékon át egészen a 2024 májusi Puskás Arénában megrendezésre kerülő koncertjei előtt.
A filmfikciós szálában a stáb egy Azahriah-castingot tart (miután a főhős kijelenti, hogy nem szeretne szerepelni a róla szóló filmben). A főhős a casting szünetje közben eszmél rá, hogy egy másik testbe, egy másik univerzumba került. Innen próbál meg egy nő, Adél segítségével visszakerülni a való világba. 

## Szereplők

### Főszereplők
- Azahriah– Baukó Attila
- DESH – Molnár Attila
- alternatív Azahriah– Raul Ionescu
- Adél – Juniki Noémi

### Mellékszereplők
- L.L. Junior
- Pintér Tibor
- Puzsér Róbert
- Száger Zsuzsanna
- Takács Zalán
- Martini Liza
- Farkas István
- Mucsi Zoltán
- Thuróczy Szabolcs
- Supermanagement csapata - Tóth Gergely, Ferich Balázs, Megyeri Márton
- rendező - Mazzag Izabella

## Nézettség, bevétel
A nézettségi adatok szerint 56 393 jegyet adtak el rá, és ezzel az eredménnyel mintegy 139 960 978 Ft bevételt termelt a jegypénztáraknál.